# D.D. Dabke
Dattatraya Damodar Dabke, ook bekend als D.D. Dabke (Asud 1885 - 16 december 1946), was een Indiaas acteur die in  de eerste Indiase langspeelfilm Raja Harishchandra (1913) speelde, geregisseerd door Dadasaheb Phalke. Zijn tegenspeler was Anna Salunke. Hij speelde nog in vijf andere films en zette zijn carrière voort als cameraman en filmregisseur. Hij regisseerde in 1924 de remake van Raja Harishchandra.

## Filmografie

### als acteur
| Jaar | Film                         | Rol                  |
| ---- | ---------------------------- | -------------------- |
| 1913 | Raja Harishchandra           | Raja Harishchandra   |
| 1917 | Satyavadi Raja Harishchandra | koning Harishchandra |
| 1917 | Lanka Dahan                  |                      |
| 1918 | Shri Krishna Janma           |                      |
| 1921 | Vishwamitra Menaka           |                      |
| 1924 | Raja Harishchandra           |                      |

### als cameraman
| Jaar | Film                 | Opmerking     |
| ---- | -------------------- | ------------- |
| 1921 | Vishwamitra Menaka   | ook regisseur |
| 1922 | Shri Satyanarayan    |               |
| 1923 | Vratasur Vadha       |               |
| 1923 | Minal Devi           |               |
| 1923 | Karmadevi            |               |
| 1924 | Raja Harishchandra   | ook regisseur |
| 1924 | Kala Nag             |               |
| 1924 | Bismi Sadi           |               |
| 1925 | Vimala               |               |
| 1925 | Veer Kunal           |               |
| 1925 | Sati Simantini       |               |
| 1925 | RajYogi              |               |
| 1925 | Panchdanda           |               |
| 1925 | Mojili Mumbai        |               |
| 1925 | Khandani Khavis      |               |
| 1925 | Kala Chor            |               |
| 1925 | Indrasabha           |               |
| 1925 | Ghar Jamai           |               |
| 1925 | Fankdo Fituri        |               |
| 1925 | Devdasi              |               |
| 1925 | Desh na Dushman      |               |
| 1927 | Vande Mataram Ashram |               |
| 1927 | Dilfarosh            |               |